# Etienne Schouppe
Etienne Schouppe (ur. 24 lipca 1942 w Denderleeuw) – belgijski i flamandzki polityk, finansista i samorządowiec, parlamentarzysta, członek belgijskich rządów, w latach 2007–2008 pełniący obowiązki przewodniczącego flamandzkich chadeków.

## Życiorys
Absolwent szkoły ekonomicznej Erasmus Handelshogeschool w Brukseli. Zawodowo związany z belgijskim przewoźnikiem kolejowym NMBS, w którym był m.in. dyrektorem zarządzającym. Stał także na czele różnych międzynarodowych zrzeszeń przedsiębiorstw kolejowych, takich jak Eurofima (1996–2002) i UIC (2002–2003).
Działacz flamandzkich chadeków – partii Chrześcijańscy Demokraci i Flamandowie. Od 1977 radny w Liedekerke, w latach 1983–1988 członek zarządu miasta (schepen), a od 1989 do 2000 burmistrz tej miejscowości, później przewodniczył radzie miejskiej. W latach 1981–1986 był szefem gabinetu politycznego sekretarz stanu Pauli D’Hondt. W latach 2003–2008 wchodził w skład federalnego Senatu, a od 2004 do 2007 równocześnie sprawował mandat posła do Parlamentu Flamandzkiego.
W latach 2007–2008 pełnił obowiązki przewodniczącego CD&V. Od 2008 do 2011 zajmował stanowisko sekretarza stanu w trzech kolejnych rządach. W latach 2012–2014 ponownie był belgijskim senatorem.
Komandor Orderu Leopolda II (2010).